# Seznam makedonskih skladateljev
Seznam makedonskih skladateljev.

## B
- Atanas Badev
- Dimitrije Bužarovski

## Č
- Emanuel (Mane) Čučkov (1901-1967) - etnomuzikolog

## D
- Slave Dimitrov
- Kiril Džajkovski
- Aleksandar Džambazov (1936-2022)

## F
- Živko Firfov

## G
- Stefan Gajdov
- Petar Georgiev-Kalica
- Sotir Golabovski

## H
- Vasil Hadžimanov - etnomuzikolog
- Jonče Hristovski

## K
- Grigor Koprov (pop-glasba)
- Jovan Kukuzel

## M
- Kiril (Vangelov) Makedonski
- Ferus Mustafov

## N
- Mihajlo Nikolovski
- Vlastimir Nikolovski (1925-2001)
- Novogradska (Igor Vasilev)

## O
- Tale Ognenovski

## P
- Panče Pešev
- Petar Pešev
- Aleksandra Popovska
- Trajko Prokopiev (1909-1979)
- Toma Prošev

## S
- Todor Skalovski (1909-2004)
- Stojan Stojkov

## T
- Goran Trajkoski

## V
- Igor Vasilev - Novogradska (1978)

## Z
- Tomislav Zografski